# Municipio de San Francisco Ozolotepec
El municipio de San Francisco Ozolotepec (del náhuatl: ocelotl, tepetl ‘Ocelote, cerro’‘Cerro del ocelote’)es uno de los 570 municipios que conforman al estado mexicano de Oaxaca.  Su cabecera es la localidad homónima.

## Geografía
El municipio de San Francisco Ozolotepec se encuentra ubicado al sur del estado, pertenece al distrito de Miahuatlán, dentro de la región sierra sur. Tiene una superficie total de 49.492 kilómetros cuadrados que equivalen al _% de la superficie estatal, sus coordenadas geográficas extremas son _ de latitud norte y _ de longitud oeste. La altitud se encuentra entre un máximo de _ y un mínimo de _ metros sobre el nivel del mar.
El territorio municipal se encuentra completamente enclavado en el del municipio de San Juan Ozolotepec, encontrándose totalmente rodeado por éste.

## Demografía
La población total del municipio de acuerdo con el Censo de Población y Vivienda realizado en 2010 por el Instituto Nacional de Estadística y Geografía, es de 1 945 habitantes.
La densidad de población asciende a un total de 39.3 personas por kilómetro cuadrado.

### Localidades
El municipio se encuentra formado por tres localidades, las principales y su población de acuerdo al censo de 2010 son:
| Localidad                | Población |
| Total Municipio          | 1 945     |
| San Francisco Ozolotepec | 871       |
| San Juan Guivini         | 702       |
| San José Ozolotepec      | 372       |

## Historia
San Francisco Ozolotepec un pueblo que se fundó en el año de 1543. Según los fundadores, llegaron primero a una loma que se ubica arriba donde esta el camino rumbo para San Pedro Mixtepec, en ese lugar las personas que van a cortar ocote entierran un pedazo en el suelo como señal de respeto a los antiguos. Después vivieron en "el rancho" y bajaron a donde esta actualmente el panteón. Ahí hicieron una pequeña iglesia que quedaba a la altura de donde es ahora la entrada del pueblo. Ya al final bajaron a este lugar el cual es actualmente la cancha y se ansentaron en ese lugar. Este pueblo sufrió el temblor del 7 de septiembre del 2017 y el del 19 de septiembre del 2022, sufrió el paso de los huracanes Beatriz y Ágata el cual les dio complicaciones al pueblo causando muertes y destrucción de casas. 

## Costumbres
1. Fiestas  de Cuaresma del 16 de marzo: inicia el 14 de marzo y finaliza el 16 del mismo mes.  
2. Fiesta del Santo Patrón San Francisco de Asís: inicia el 2 de octubre y finaliza el 4 del mismo mes.  
3. Fiesta del nacimiento del niño Dios del 25 de diciembre: inicia el 23 diciembre y finaliza el 25 del mismo mes.  

## Política
El gobierno del municipio de San Francisco Ozolotepec es electo mediante usos y costumbres, como en la gran mayoría de los municipios de Oaxaca. El gobierno le corresponde al ayuntamiento, conformado por el presidente municipal, un síndico y el cabildo integrado por dos regidores. Todos son electos mediante voto universal, directo y secreto para un periodo de tres años que pueden ser renovables para un periodo adicional inmediato.

### Representación legislativa
Para la elección de diputados locales al Congreso de Oaxaca y de diputados federales a la Cámara de Diputados federal, el municipio de San Francisco Ozolotepec se encuentra integrado en los siguientes distritos electorales:
Local:
- Distrito electoral local de 24 de Oaxaca con cabecera en Miahuatlán de Porfirio Díaz.[4]

Federal:
- Distrito electoral federal 5 de Oaxaca con cabecera en Salina Cruz.[5]